# قانون البناء الدولي
قانون البناء الدولي هو قانون بناء نموذجي، طوّره مجلس القانون الدولي، واعتُمد استخدامه كأساس قانوني معياري من قبل معظم السلطات القضائية في الولايات المتحدة، وقد يكون مستخدمًا أيضًا في أبو ظبي، والجماعة الكاريبية، وكولومبيا، وجورجيا، وهندوراس، وأفغانستان، والمملكة العربية السعودية، ويتوافق قانون البناء الدولي مع كل القوانين الأخرى التي نشرها مجلس القانون الدولي. تهدف نصوص القانون إلى حماية الصحة، والسلامة العامة، وتجنّب التكاليف غير الضرورية، وتفضيل بعض مواد البناء، أو طرقه.

## نبذة تاريخية
اعتُمدت منذ بداية القرن العشرين طرق تنظيمية للبناء في الولايات المتحدة بحسب قوانين بناء نموذجية طوّرتها ثلاث مجموعات إقليمية لسنّ قوانين نموذجية. طُبّقت القوانين التي طورها مسؤولو قانون البناء الدولي (بوكا) على مناطق الساحل الشرقي، وجميع أنحاء الغرب الأوسط للولايات المتحدة، وطُبّقت قوانين البناء التي أصدرها مجلس قانون البناء الدولي الجنوبي على مناطق الجنوب الشرقي، وطُبّقت القوانين التي نشرها المؤتمر الدولي لمسؤولي البناء بشكل أساسي على جميع أنحاء الساحل الغربي، وعلى امتداد واسع من وسط البلاد لمعظم مناطق الغرب الأوسط.
على الرغم من أن تطور القوانين في المناطق الإقليمية كان فعّالًا، ومتجاوبًا مع الاحتياجات التنظيمية للسلطات القضائية في الولايات المتحدة، لكن في أوائل التسعينيات، كان من الواضح وجود حاجة هامة لمجموعة واحدة مُنسّقة من قوانين البناء المعيارية الدولية على مستوى الولايات المتحدة ككلّ، وبذلك قررت المجموعات الثلاث للقوانين النموذجية جمع جهودها مع بعضها البعض، وتشكيل مجلس القانون الدولي في عام 1994، بهدف تطوير قوانين لا تخضع للحدود الإقليمية.
بعد ثلاث سنوات من البحث، والتطوير الشاملَين نُشرت أول نسخة من قانون البناء الدولي، ومنذ ذلك الوقت تصدر نسخة قانون جديدة كل ثلاث سنوات. نُمّطت القوانين بما يتوافق مع مجموعات القوانين الثلاث القديمة التي طورتها سابقًا المنظمات التي تشكّل مجلس القانون الدولي الحالي، وفي عام 2000 أكمل مجلس القانون الدولي سلسلة القوانين الدولية، وتوقف عن تطوير القوانين القديمة. 
على الرغم من أن جميع أعضاء مجلس إدارة الشركة البالغ عددهم 18 شخصًا يقيمون في الولايات المتحدة، لكن تعكس كلمة «الدولية» في اسم مجلس القانون الدولي، والمجالس الثلاثة السابقين، وقانون البناء الدولي، وغيرها مما صدر عن مجلس القانون الدولي حقيقة وجود دول أخرى في منطقة البحر الكاريبي وأمريكا اللاتينية بدأت بالفعل بالاعتماد على نماذج قوانين البناء التي طُوّرت في الولايات المتحدة، بدلًا من تطوير قوانين خاصة بها منذ البداية. وأدرك مجلس القانون الدولي ذلك مبكرًا، لذلك كانت نماذج قوانينه موجهة إلى الجمهور الدولي.

### القوانين القديمة
- قانون البناء الوطني الذي أصدره مسؤولو قوانين البناء الدولي.
- قانون البناء الموحد من قبل المؤتمر الدولي لمسؤولي البناء.
- قانون البناء المعياري من قبل مجلس قانون البناء الدولي الجنوبي.

### القوانين المنافسة والنسخة النهائية
انضمت في البداية الرابطة الوطنية للحماية من الحرائق إلى مجلس القانون الدولي من أجل إنتاج جهد جماعي يهدف إلى تطوير قانون الحماية من الحرائق الدولي، لكن فشلت هذه الجهود بعد الانتهاء من المسودة الأولى من الوثيقة. لم تنجح الجهود التي بذلها مجلس القانون الدولي والرابطة الوطنية للحماية من الحرائق بشأن التوصل إلى اتفاق حول هذه الوثائق، وأدى ذلك في النهاية إلى سلسلة من النزاعات بين المنظمتين، وبعد عدة محاولات فاشلة لإيجاد أرضية مشتركة مع مجلس القانون الدولي، انسحبت الرابطة الوطنية للحماية من الحرائق من المشاركة في تطوير قوانين دولية، وانضمت للرابطة الوطنية للسباكين والميكانيكيين، والجمعية الأمريكية للتدفئة والتبريد وتكييف الهواء من أجل إنشاء مجموعة بديلة من القوانين. نُشرت أول مجموعة من القوانين في عام 2002 وسميت قوانين التوافق الشامل أو C3، والتي تضمنت خمسة آلاف قانون بناء تابع للرابطة الوطنية للحماية من الحرائق بمراكزها الرئيسية، وشركائها المختلفين مثل قانون الكهرباء الوطني، وقانون سلامة الحياة (نفبا 101) التابع للرابطة الوطنية للحماية من الحرائق، وقانون السباكة الموحد، وقانون الميكانيكا الموحد.
أدّت خطوة الرابطة الوطنية للحماية من الحرائق إلى إدخال معيار بناء منافس، تلقى معارضة كبيرة من المجموعات التجارية الضخمة كالجمعية الأمريكية للمعماريين، والرابطة الوطنية لبناة المنازل، وبعد عدة محاولات فاشلة لتشجيع التعاون السلمي بين الرابطة الوطنية للحماية من الحرائق، ومجلس القانون الدولي، ولحل خلافاتهم بشأن تطوير القانون، أسست عدة منظمات من بينها الجمعية الأمريكية للمعماريين، وعشرون جمعية من جمعيات العقارات تحالف «غيت إت توغيذر» الذي كان دائمًا ما يشجع الرابطة الوطنية للحماية من الحرائق على التخلي عن تطوير القوانين التابعة للـ5000 قانون الذي أصدرتها، والعمل مع مجلس القانون الدولي من أجل دمج قوانينها، ومعاييرها في مجموعة القوانين الخاصة بمجلس القانون الدولي.
اعتُمدت في البداية في عهد الحاكم غراي ديفيس في كاليفورنيا قوانين الرابطة الوطنية للحماية من الحرائق الـ5000 (قوانين التوافق الشامل) كقاعدة أساسية لقانون البناء في كاليفورنيا، ولكن في عام 2003 انتُخب أرنولد شوارزنيجر محل غراي ديفيس، وعند توليه منصبه ألغى شوارزنيجر توجّه ديفيس في هذا الموضوع، واعتمدت الولاية على قانون البناء الدولي بدلًا من ذلك؛ إذ كان اعتماد القوانين الـ5000 للرابطة الوطنية للحرائق سيؤدي إلى وجود تباين بين ولاية كاليفورنيا، ومعظم الولايات الأخرى التي اعتمدت قانون البناء الدولي.

## نظرة عامة
يتناول جزء كبير من قانون البناء الدولي موضوع الوقاية من الحرائق، ويختلف عن قانون الحرائق الدولي بأن قانون البناء الدولي يتناول موضوع الوقاية من الحرائق فيما يخص البناء والتصميم، ويعالج قانون الحرائق الوقاية من الحرائق في الأبنية المُكتملة، والمسكونة، فمثلًا يحدد قانون البناء مجموعة من معايير عدد، وحجم، ومواقع المخارج التي يجب أن تكون موجودة في تصميم المبنى، بينما يتناول قانون الحرائق إلغاء قفل مخارج المبنى المكتمل، والمسكون، ويتضمن قانون البناء أيضًا إمكانية الوصول للمعاقين والثباتية الهيكلية (بما في ذلك خلال الزلازل)، وينطبق قانون البناء الدولي على جميع الأبنية في المناطق التي تتبناه، باستثناء واحد، أو اثنين من المساكن العائلية (انظر إلى قانون الإسكان الدولي).
تشير أجزاء من قوانين البناء الدولي إلى قوانين أخرى، بما في ذلك القانون الدولي للسباكة، وقانون الميكانيكا الدولي، والقانون الوطني للكهرباء، ومختلف معايير الرابطة الوطنية للحماية من الحرائق، ووفقًا لذلك عندما ستتبنى بلدية ما قانون البناء الدولي، ستعتمد أيضًا أجزاء من القوانين الأخرى المُشار إليها فيه، وغالبًا تُعتَمد قوانين السباكة والميكانيكا جنبًا إلى جنب مع قانون البناء.
يشمل كتاب القانون (إصدار 2000) على أكثر من 700 صفحة، وتتضمن الفصول ما يلي:
1. تصنيفات الأبنية المسكونة.
2. أبنية المناطق والمرتفعات.
3. الأعمال الداخلية النهائية.
4. الأساسات، والجدران، وبناء السقف.
5. أنظمة الحماية من الحرائق (متطلبات نظام الرّش، وتصميمه).
6. المواد المُستخدمة في البناء.
7. المصاعد، والسلالم المُتحركة.
8. الأبنية الموجودة مُسبقًا.
9. وسائل الخروج.
المعايير المرجعية
تعتمد قوانين البناء النموذجية اعتمادًا كبيرًا على معايير مرجعية بحسب ما أعلنت عنها المنظمات المسؤولة عن المعايير، مثل المعهد الوطني الأمريكي للمعايير، والرابطة الوطنية للحماية من الحرائق. تعتمد الأحكام الهيكلية بشكل كبير على المعايير المرجعية، مثل الحمولة الأصغرية لتصميم المباني والهياكل التي نشرتها الجمعية الأمريكية للمهندسين المدنيين، ومواصفات الأبنية ذات الهياكل الفولاذية من قبل المعهد الأمريكي للإنشاءات الفولاذية.

## الخلاف حول حقوق التأليف والنشر
تعتمد العديد من الولايات، والبلديات في الولايات المتحدة الأمريكية مجموعة من قوانين مجلس القانون الدولي.
نشرت المؤسسة العامة للموارد في أعقاب قضية حول حقوق التأليف والنشر الفيدرالية جزءًا كبيرًا من قوانين البناء على الإنترنت، وهي متوفرة كملفات بشكل PDF.

## بعض قوانين البناء الصادرة عن مجلس القانون الدولي
- قانون البناء الدولي.
- قانون الإسكان الدولي.
- قانون الحرائق الدولي.
- قانون السباكة الدولي.
- قانون الميكانيكا الدولي.
- قانون غاز الوقود الدولي.
- قانون حفظ الطاقة الدولي.
- قانون سير العمل في مجلس القانون الدولي.
- القانون الدولي للفصل بين البراري والمناطق الحضرية.
- قانون البناء الدولي الحالي.
- قانون صيانة الممتلكات الدولية.
- قانون التخلص من مياه الصرف الصحي الدولي.
- قانون التنظيم المدني الدولي.